# خوان دي فالديز ليال
خوان دي فالديز ليال (بالإسبانية: Juan de Valdés Leal)‏ هو رسام إسباني، ولد في 4 مايو 1622 في إشبيلية في إسبانيا، وتوفي بنفس المكان في 15 أكتوبر 1690.

## وصلات خارجية
- خوان دي فالديز ليال على موقع الموسوعة البريطانية (الإنجليزية)
- خوان دي فالديز ليال على موقع ديسكوغز (الإنجليزية)